# Visoki Dečani
Visoki Dečani (srbsko Високи Дечани: Visoki Dečani, albansko Manastiri i Deçanit) ali enostavno Dečani so srednjeveški srbski samostan pri Deçanu, Kosovo. Ustanovil ga je srbski kralj Stefan Dečanski v prvi polovici 14. stoletja.
Samostan stoji v soteski Dečanske Bistrice ob vznožju Prokletij v Metohiji približno 2 km od mesta Deçan. Upravlja ga srbska pravoslavna eparhija Raška in Prizren. Srbska vlada ga je že leta 1947 z zakonom zaščitila kot kulturni spomenik izjemnega pomena. Samostan je tudi del svetovne dediščine pod nazivom »Srednjeveški spomeniki na Kosovu«.

## Zgodovina
Gradnja samostana se je začela leta 1327 med vladanjem srbskega kralja Stefana Dečanskega.  Ustanovna listina iz leta 1330 se je ohranila. Stefanov sin Stefan Dušan si je leta 1331 prilastil srbski prestol in kmalu zatem v trdnjavi Zvečan zadavil svojega očeta. Stefan Dečanski je bil pokopan v še nedokončanem samostanu Visoki Dečani. Gradnjo je nadaljeval sin Dušan. Glavni arhitekt je bil fra Vita, frančiškanski menih iz Kotorja v Črni gori. Gradnja je trajala osem let in se končala leta 1435. Približno takrat je bil postavljen tudi lesen prestol predstojnika samostana (iguman) in okrašena notranjost cerkve. Rezljan lesen sarkofag Stefana Dečanskega je bil dokončan leta 1340. V samostanski cerkvi je bila pokopana tudi srbska princesa in bolgarska cesarica Ana-Neda, ki je umrla okoli leta 1350.

### 15.-19. stoletje
Na začetku 15. stoletja je bil iguman samostana bolgarski pisatelj Grigorij Camblak, avtor dela Življenje Stefana Dečanskega. V drugi polovici 16. stoletja je v samostanu dve desetletji živel slikar-menih Longin in naslikal petnajst ikon s podobami velikih postov in puščavnikov. Njegovo najslavnejšo delo je  ikona Stefana Dečanskega. V poznem 17. stoletju so samostan izropali Osmani, vendar niso povzročili resne škode. Leta 1819 je arhimandrit Zaharija Dečanac  postal metropolit Raške in Prizrena.

### 20. in 21. stoletje
Med 1. svetovno vojno je samostanske zaklade izropala avstroogrska vojska, ki je od leta 1915 do 1918 okupirala Srbijo. Med drugo svetovno vojno je bil samostan na ozemlju Albanskega kraljestva, ki je bilo pod italijansko oblastjo. Leta 1941 je bil tarča albanskih nacionalistov Balli Kombëtar in italijanskih fašističnih črnosrajčnikov. Italijanska kraljeva vojska se je na napade odzvala  in poslala oddelek vojakov, da je pomagal varovati samostan pred napadi ekstremistov.
Samostanski zakladi so bili leta 1987 razstavljeni v obnovljeni srednjeveški jedilnici. Med kosovsko vojno od marca 1998 do junija 1999 so samostanski bratje dajali zavetje  beguncem vseh nacionalnosti. 7. maja 1998 so 400 m od samostana odkrili trupli starejših Albancev, ki jih je domnevo bila Kosovska osvobodilna vojska (KOV) zaradi sodelovanja s srbskimi silami. Naslednji dan je KOV nedaleč od samostana ubila eno osebo in štiri ranila. Tisti večer se je v samostan zateklo 300 preostalih Srbov.
Albanski civilisti so se iz samostana vrnili na svoje domove po umiku srbske vojske s Kosova junija 1999. Čuvanje samostana je prevzela italijanska enota KFOR, ki je bila večkrat napadena. V naslednjih nekaj mesecih je dobilo v samostanu zavetje nekaj deset Romov, ki so se bali maščevanja svojih albanskih sosedov. Romi so bili obtoženi sodelovanja s Srbi in ropanja albanskih domov.
Med krvavimi nemiri na Kosovu 7. marca 2004 je KFOR branil samostan pred albansko drhaljo, ki je poskušala na samostan metati molotovke. Več Albancev je bilo ubiti in ranjenih. 2. julija 2004 je UNESCO  samostan razglasil za del svetovne kulturne dediščine kot »nenadomestljiv zaklad in kraj, kjer se je tradicionalna romanska arhitektura srečala z umetniškimi vzorci  bizantinskega sveta«. Leta 2006 je UNESCO vse srbske kulturne spomenike na Kosovu razglasil za ogrožene.
Za napad na samostan z ročnimi bombami 30. marca 2007 so bili osumljeni kosovsko albanski vstajniki. Napad je povzročil malo škode. V zadnjih letih se je stanje umirilo in samostan je spet odprt za obiskovalce.

## Arhitektura
Cerkev ima pet naosov, tridelni ikonostas in triladijsko verando. S kupolo je visok 26 m. Zunanji zidovi so zidani v izmenjujočih se slojih belega in rožnatega marmorja. Portali, okna, konzole in kapiteli so bogato okrašeni. Podobo Kristusa Sodnika v zahodnem delu cerkve obdajajo angeli. V cerkvi je dvajset glavnih stenskih slik, ki so hkrati največja ohranjena galerija srbske srednjeveške umetnosti. Na slikah je več kot tisoč prizorov in nekaj tisoč portretov.

## Opomba
1. ↑   Kosovo je predmet ozemeljskega spora med Republiko Srbijo in Republiko Kosovo. Po neuspešnih pogajanjih o ustavnem statusu Kosova pod pokroviteljstvom Združenih narodov je 17. februarja 2008 prehodna kosovska vlada enostransko razglasila neodvisnost od Srbije, vendar Srbija še vedno šteje Kosovo kot lastno avtonomno pokrajino. Kosovo mednarodno priznava 97 od 193 članic Združenih narodov.